# 小口伊都毛鼻鯰
小口伊都毛鼻鯰，為輻鰭魚綱鯰形目毛鼻鯰科的其中一種，為熱帶淡水魚，分布於南美洲巴西São Mateus Cave淡水流域，體長可達3.4公分，棲息在岩石底質底層水域，生活習性不明。

## 扩展阅读
維基物種上的相關：小口伊都毛鼻鯰